# 강박관념 (1943년 영화)
《강박관념》(이탈리아어: Ossessione)은 이탈리아에서 제작된 루치노 비스콘티 감독의 1943년 드라마, 범죄, 스릴러 영화이다. 제임스 M. 케인의 장편 소설인 《포스트맨은 벨을 두 번 울린다》를 원작으로 삼았지만, 원작자로부터 허락을 받지 않았기 때문에 개봉한 지 얼마 안 돼서 상영 금지당했다. 루키노 비스콘티가 처음으로 감독한 영화이며 비스콘티는 이 영화를 최초의 네오레알리스모 영화라고 주장하였다.

## 출연

### 주연
- 클라라 칼라마이
- 마시모 지로티

### 조연
- 디아 크리스티아니
- 엘리오 마르쿠조
- 비토리오 듀세
- 미셸 리카르디니

## 기타
- 조감독: 쥬세페 드 산티스
- 조감독: 안토니오 피에트란젤리
- 의상: 마리아 드 마테이스